# Пеж-Басхой
Пеж-Басхой — покинутый аул в Галанчожском районе Чеченской Республики. Входит в Терлоевское сельское поселение

## География
Расположен на левом берегу реки Аргун, к юго-востоку от районного центра Галанчож.
Ближайшие сёла: на севере — Сенахой, на северо-западе — Коричу, Ерстахой и хутор Эльпаро, на северо-востоке — Гезехой, на юго-востоке — Пэрой, на юге — Пежей.

## История
Аул Пеж-Басхой был ликвидирован в 1944 году во время депортации чеченцев. После восстановления Чечено-Ингушской АССР чеченцам было запрещено возвращаться в свои исконные районы: Галанчожский, Шатойский и Итум-Калинский.